# سرهی تکاچنکو
سرهی تکاچنکو (انگلیسی: Serhiy Tkachenko؛ زادهٔ ۱۰ فوریهٔ ۱۹۷۹) بازیکن فوتبال اهل اوکراین است.
از باشگاه‌هایی که در آن بازی کرده‌است می‌توان به باشگاه فوتبال آرسنال کی‌یف، باشگاه فوتبال متالورگ دونتسک، باشگاه فوتبال شاختار دونتسک، و باشگاه فوتبال چورنومورتس اودسا اشاره کرد.
وی همچنین در تیم ملی فوتبال اوکراین بازی کرده‌است.